# Viande hachée

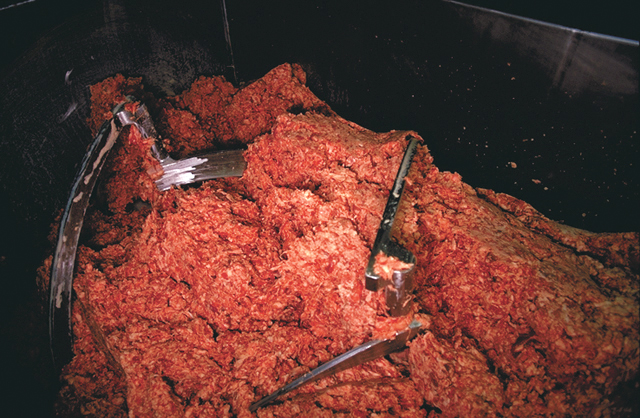
viande de bœuf hachée dans un hachoir industriel.

La viande hachée est une viande finement coupée, à l'aide d'un hachoir manuel ou électrique. Ce type de préparation culinaire, comme les mises en pâtés ou en saucisses, est majoritairement destinée aux morceaux durs d'un animal adulte ou âgé et réformé de l'élevage.
La viande de bœuf est un type relativement courant de viande hachée, mais beaucoup d'autres viandes peuvent être préparées de cette façon dont le porc, le mouton, la poule et la dinde. En Asie du Sud, c'est le mouton et la chèvre qui sont hachés pour produire le keema, par un procédé de hachage manuel. Les Turkey burgers (dinde) sont assez populaires aux États-Unis, particulièrement parmi les personnes qui suivent un régime.